# 이치카이정
이치카이정(일본어: 市貝町 이치카이마치[*])은 일본 도치기현 남동부에 있는 하가군의 정이다.
정명은 이치카이정의 전신인 이치하네촌(市羽村)이 고카이촌(小貝村)과 합병되면서 두 촌 이름을 한 글자씩 따와서 만들어진 것이다.

## 역사
- 1889년 4월 1일 - 정촌제가 시행되면서 이치하네촌과 고카이촌이 성립하였다.
- 1954년 5월 3일 - 이치하네촌과 고카이촌이 합쳐져 이치카이촌이 성립하였다.
- 1963년 4월 1일 - 국도 123호선이 제정되었다.
- 1972년 1월 1일 - 이치카이촌이 정으로 승격해 이치카이정이 되었다.

## 인구
| 연도 | 인구   | ±%     |
| ---- | ------ | ------ |
| 1920 | 10,108 | —      |
| 1930 | 10,865 | +7.5%  |
| 1940 | 11,242 | +3.5%  |
| 1950 | 14,154 | +25.9% |
| 1960 | 12,173 | −14.0% |
| 1970 | 10,249 | −15.8% |
| 1980 | 10,459 | +2.0%  |
| 1990 | 11,481 | +9.8%  |
| 2000 | 12,441 | +8.4%  |
| 2010 | 12,090 | −2.8%  |

## 교통

### 철도
- 모카 철도 모카선

### 도로
- 국도 123호선